# Anderson-sziget (Washington)
Az Anderson-sziget az Amerikai Egyesült Államok északnyugati részén, Washington állam Pierce megyéjében elhelyezkedő sziget és statisztikai település. A 2010. évi népszámlálási adatok alapján 1037 lakosa van.
A sziget csak kompon közelíthető meg.
A 2004. május 18-án alapított Anderson-szigeti Polgári Tanácsadó Testület Pierce megyének tesz javaslatokat a sziget fejlesztésére. Az Island Sounder a sziget havonta megjelenő hírlevele.

## Történet
Charles Wilkes 1841-ben érkezett Fort Nisquallyhez, ahol Anderson és McNeill fogadták. Wilkes a két, legközelebbi szigetet (Anderson és McNeil) róluk nevezte el; a McNeil név egy elírás eredménye.
2004-ben a kaliforniai székhelyű National Recreational Properties, Inc. több mint 400, üresen álló telket vásárolt 4000–7000 dollár közötti összegért, melyeket továbbértékesítettek.

## Fordítás
- Ez a szócikk részben vagy egészben  az   Anderson Island (Washington) című angol Wikipédia-szócikk ezen változatának fordításán alapul.  Az eredeti cikk szerkesztőit annak laptörténete sorolja fel. Ez a jelzés csupán a megfogalmazás eredetét és a szerzői jogokat jelzi, nem szolgál a cikkben szereplő információk forrásmegjelöléseként.